# Saarijärvi
Saarijärvi − miasto i gmina w środkowej Finlandii w prowincji Finlandia Zachodnia. Gmina zajmuje powierzchnię 1,422,88 kilometrów kwadratowych - obszar ten zamieszkuje 10,705 obywateli.

## Współpraca
- Gmina Gran, Norwegia
- Hadsten, Dania
- Hinnerup, Dania
- Kungsbacka, Szwecja
- Urząd Trittau, Niemcy